# لوسی ساچمن
لوسی ساچمن (انگلیسی: Lucy Suchman) استاد انسان‌شناسی علم و فناوری در بخش جامعه‌شناسی دانشگاه لنکستر در بریتانیا است. تحقیقات حال حاضر او فعالیت دیرپای او در زمینه تعامل انسان رایانه را به حوزه جنگ‌های معاصر بسط می‌دهد. از جمله مشکلات 'آگاهی موقعیتی در آموزش نظامی و شبیه‌سازی و در طراحی و به‌کارگیری از سیستم‌های سلاح خودکار. در مرکز این پژوهش پرسش پیرامون بدن‌هایی است که در سامانه‌های نظامی گنجانده می‌شوند که این امر چه تأثیر و پیامدی بر عدالت اجتماعی و احتمال ایجاد یک جهان کم خشونت تر خواهد داشت. قبل از آمدن به لنکستر، او را برای ۲۲ سال در مرکز تحقیقات پالو آلتوی (Palo Alto Research) زیراکس در در جایگاه دانشمند صاحب گرانت پژوهشی و مدیر گروه تحقیقاتی فناوری و کردار کاری فعالیت داشته‌است.
ساچمن فارغ‌التحصیل دانشگاه کالیفرنیا در برکلی است و مدرک کارشناسی خود را در سال ۱۹۷۲ و کارشناسی ارشد را در سال ۱۹۷۷ و دکترای خود را در انسان‌شناسی فرهنگی و اجتماعی در سال ۱۹۸۴ اخذ نموده‌است.

## تحقیقات
کتاب ساچمن با عنوان طرح‌ها و اقدامات موقعیتی: مسئله ارتباطات انسان و ماشین (۱۹۸۷) مبانی فکری برای رشته تعامل انسان و رایانه (HCI) را فراهم آورد. او مفروضات مشترک پشت طراحی سیستم‌های تعاملی را با استدلال‌های قانع کننده انسان‌شناسانه -که کنش انسانی به‌طور مداوم از تعاملات پویای جهان‌های اجتماعی و مادی ساخته و برساخته می‌شود- به چالش کشید. نظریه شناخت موقعیتی بر اهمیت محیط به عنوان بخشی جدایی ناپذیر از فرایند شناختی تأکید دارد.
او کمک‌های اساسی به تجزیه و تحلیل قوم‌نگارانه، تجزیه و تحلیل مکالمه و فنون طراحی مشارکتی برای توسعه سیستم‌های رایانه‌ای تعاملی عرضه کرده‌است.
نسخه به روز شده کتاب در سال ۲۰۰۷ منتشر شد. عنوان نسخه دوم «پیکره بندی دوباره انسان و ماشین: برنامه‌ها و اقدامات موقعیتی» بود و شامل پنج فصل جدید بود که تحولات در زمینه رایانش و فناوری مطالعات اجتماعی از اواسط دههٔ ۱۹۸۰ را پوشش می‌داد. ساچمن به‌طور خاص به روابط و تعاملات بین انسان و ماشین با تمرکز بر ایده ماشین‌های انسان وار می‌پردازد.

## وابستگی‌های حرفه‌ای
ساچمن در سال ۱۹۸۸ به عنوان رئیس میز دومین کنفرانس کارهای هماهنگ شده با پشتیبانی رایانه‌ای خدمت کرد. او همچنین به عنوان مدیریت اولین کنفرانس طراحی مشارکتی سامانه‌های رایانه‌ای نیز فعالیت داشت. ساچمن بین سال‌های ۱۹۸۲ و ۱۹۹۰، در هیئت مدیره انجمن متخصصان رایانه دنبال کننده مسئولیت اجتماعی که در تشکیل آن کمک کرده بود همکاری داشت. وی در حال حاضر عضو کمیته بین‌المللی برای کنترل تسلیحات رباتیک است. علاوه بر این او به عنوان همکار ویرایشگر مجله مطالعات اجتماعی علم فعالیت می‌کند.
ساچمن همچنین به موسسات دانشگاهی متعددی وابستگی دارد. او رئیس جامعه مطالعات اجتماعی علم است. او به عنوان محقق مدعو گروه تحقیقات کار تعامل و پژوهش فناوری کالج پادشاهی لندن و به عنوان استاد کمکی آزمایشگاه طراحی تعاملات و کردار کاری دانشگاه فناوری سیدنی فعالیت داشته‌است. ساچمن در حال حاضر به عنوان استاد کمکی فناوری اطلاعات در دانشگاه کپنهاگ دانمارک مشغول فعالیت است.

## آثار
- Suchman, L. (1987) Plans and situated actions: The Problem of Human-Machine Communication. Cambridge University Press, New York.
- Suchman, L. (1993) Response to Vera and Simon's Situated Action: A Symbolic Interpretation. Cognitive Science, 17:71—۷۵، ۱۹۹۳.
- Suchman, L. (1995) Making Work Visible. Communications of the ACM, 38 (9). pp. 56–61+.
- Suchman, L. (1995) Representations of Work (Special Report). Communications of the ACM, 38 (9). pp. 33–68.
- Suchman, L. and Blomberg, J. and Orr, J. E. (1999) Reconstructing Technologies as Social Practice. The American Behavioral Scientist, 43 (3). pp. 392–408.
- Suchman, L. (2000) Embodied Practices of Engineering Work. Mind, Culture and Activity, 7 (1&2). pp. 4–18.
- Suchman, L. (2000) Making a case: knowledge and routine work in document production. In: Workplace studies: recovering work practice and informing system design. Cambridge University Press, Cambridge, pp. 29–45.
- Suchman, L. (2000) Organising alignment: a case of bridge-building. Organization, 7 (2). pp. 311–327.
- Suchman, L. and Bishop, L. (2000) Problematizing 'Innovation' as a Critical Project. Technology Analysis & Strategic Management, 12 (3). pp. 327–333.
- Suchman, L. (2002) Practice-based design of information systems: notes from the hyperdeveloped world. The Information Society, 18 (2). pp. 139–144.
- Suchman, L. A. and Blomberg, J. and Trigg, R. (2002) Working Artefacts: Ethnomethods of the prototype. British Journal of Sociology, 53 (2). pp. 163–179.
- Suchman, L. (2003) Figuring service in discourses of ICT: the case of software agent. In: Global and Organizational Discourses about Information Technology. International Federation for Information Processing. Kluwer, Dordrecht, The Netherlands, pp. 15–32.
- Suchman, L. (2003) Organising alignment. In: Knowing in organisations: a practice-based approach. M. E. Sharpe, London, pp. 187–203.
- Suchman, L. (2004) Decentring the manager/designer. In: Managing as designing. Stanford Business Books, Stanford, pp. 169–73.
- Suchman, L. (2004) Methods and madness. In: First person: new media as story, performance, and game. MIT Press, London, pp. 95–98.
- Suchman, L. (2004) Talking things. In: First person: new media as story, performance, and game. MIT Press, London, pp. 262–265.
- Suchman, L. (2005) Affiliative Objects. Organization, 12 (3). pp. 379–399.
- Suchman, L. (2006) "Wajcman confronts cyberfeminism." Social Studies of Science.
- Suchman, L. (2007) Feminist STS and the Sciences of the Artificial. In: New Handbook of Science and Technology Studies. MIT Press.
- Suchman, L. (2007) Human-Machine Reconfigurations. Cambridge University Press, New York.
- Suchman, L. (2011) Practice and its overflows: Reflections on order and mess. TECNOSCIENZA: Italian Journal of Science & Technology Studies, 2(1):21–30.
- Suchman, L. (2011) Anthropological Relocations and the Limits of Design. Annual Review of Anthropology, 40: 1–18.
- Suchman, L. (2011) Subject Objects. Feminist Theory, 12 (2): 119–145.
- Suchman, L. (2013) Consuming Anthropology. A. Barry & G. Borrn (Eds.), Interdisciplinary: Reconfigurations of the Social and Natural Sciences, (pp. 141–160). London: Routledge.
- Suchman, L. (2015). Situational Awareness: Deadly bioconvergence at the boundaries of bodies and machines Media Tropes, V(1), 1-24.
- Suchman, L. (2016). Configuring the Other: Sensing War through Immersive Simulation. Catalyst: feminism, theory, technoscience, 2(1).
- Suchman, L. , & Weber, J. (2016). Human-Machine Autonomies. In N. Bhuta, S. Beck, R. Geis, H. -Y. Liu, & C. Kreis (Eds.), Autonomous Weapons Systems (pp. 75–102). Cambridge, UK: Cambridge University Press.

## جوایز
- ۱۹۸۸ گروه تحقیقاتی شرکت زیراکس جایزه تعالی در علم و فناوری
- ۲۰۰۲ مدال بنجامین فرانکلین در رایانه و علوم شناختی
- ۲۰۰۵ جایزه سهم برجسته تحقیق در بخش ارتباطات و فناوری اطلاعات از انجمن روانشناسی آمریکا
- ۲۰۱۰ جایزه یک عمر تحقیقات از انجمن ماشینهای محاسب (ACM) گروه ویژه تعامل انسان رایانه[۵]
- ۲۰۱۱ دکترای افتخاری در دانشگاه مالمو.[۶]
- ۲۰۱۴ جایزه جان دزموند برنال از انجمن مطالعات اجتماعی علوم است.[۷]